# Kazimierz Mordasewicz

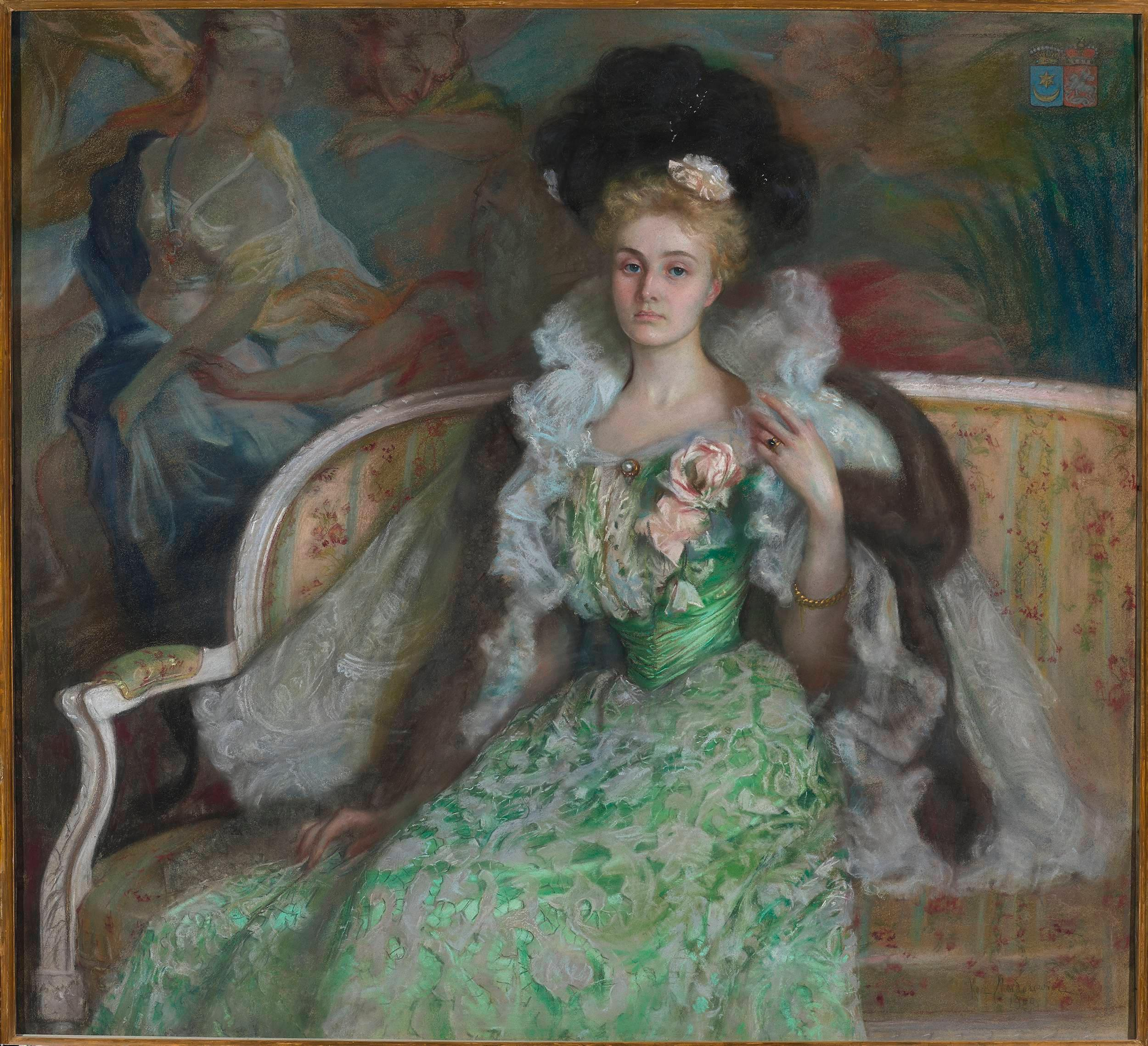
Portret Jadwigi z Czetwertyńskich Tyszkiewiczowej, 1900

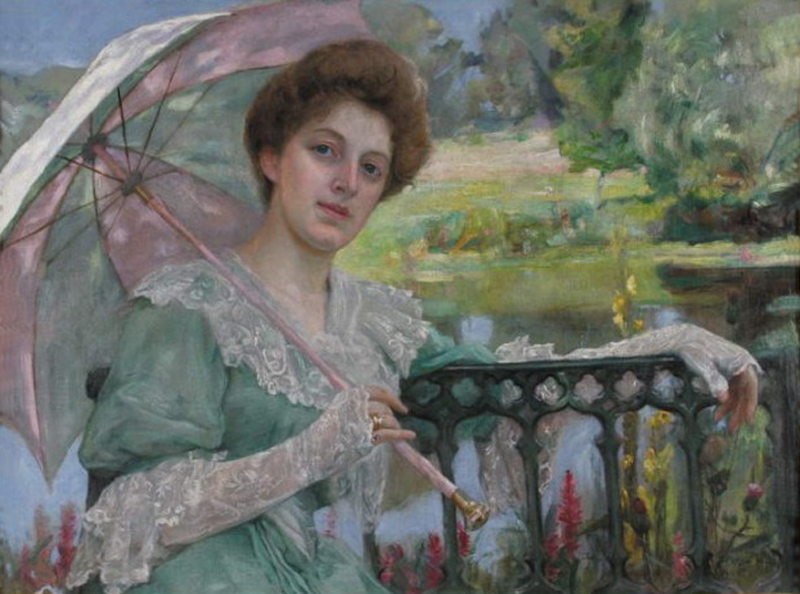
Portret Genowefy Wężyk, 1905

Kazimierz Mordasewicz (ur. 23 kwietnia 1859 w Mińsku, zm. 20 listopada 1923 w Paryżu) ros. Казимир Львович Мордасевич – polski malarz, głównie portrecista, ale również pejzażysta i malarz religijny.
Uczył się w gimnazjum w Równem, od 1872 w moskiewskim korpusie kadetów, zaś w 1876-1877 w rosyjskiej szkole oficerskiej. Tuż po szkole uczestniczył w wojnie z Turcją w 1877-1878. Po jej zakończeniu wystąpił z armii carskiej i wstąpił do Warszawskiej Szkoły Rysunku, studiował u Wojciecha Gersona i Aleksandra Kamińskiego. W 1882 wyjechał do Petersburga, gdzie do 1889 uczył się malarstwa w Akademii Sztuk Pięknych w Petersburgu.
W 1888 roku za obraz Chrystus uzdrawiający ślepców otrzymał mały złoty medal i tytuł "kłassnyj chudożnik" II stopnia. W 1891 roku założył w Warszawie pracownię malarstwa portretowego. Wykonał portrety m.in. Henryka Sienkiewicza, Elizy Orzeszkowej, Stefana Żeromskiego, prezydenta Raymonda Poincaré. Prowadził również działalność ilustratorską.
Swoje prace wystawiał w TZSP w Warszawie, warszawskich salonach Aleksandra Krywulta i S. Kulikowskiego, w TPSP w Krakowie. W 1900 roku na Wystawie Powszechnej w Paryżu otrzymał wyróżnienie za Portret Kobiety. Wiele podróżował m.in.: do Wiednia, Monachium, Paryża, Florencji, Rzymu, Neapolu, Wenecji, Bawarii i Szwajcarii. Z podróży do Hiszpanii przywiózł zauroczenie Velázquezem. Posługiwał się głównie pastelem, ale również farbą olejną, tuszem, akwarelą. Wśród licznych portretów (około 800) można znaleźć wizerunki: Ireny Solskiej, Mieczysławy Ćwiklińskiej, Bolesława Prusa, Aleksandra Świętochowskiego. W początkowym okresie twórczości malował również pejzaże i sceny rodzajowe.
Obrazy i rysunki Mordasiewicza są w zbiorach m.in.:
- rysunek z 1883 r. Państwowego Muzeum Sztuk Pięknych Republiki Tatarstanu w Kazaniu (Государственный музей изобразительных искусств Республики Татарстан)[3]